# Parideae
Parideae biljni tribus iz porodice čemerikovki. Postoje tri roda s oko 80 vrsta iz Euroazije i Sjeverne Amerike

## Rodovi
1. Paris L. ; 34 vrste
2. Pseudotrillium S.B.Farmer ; monotipičan
3. Trillium L. ; 46 vrsta

## Sinonimi
- Paridineae J.Presl, 1846
- Paridoideae Kostel.
- Trillieae Fr., 1835
- Trillioideae A.Gray, 1848